# Edmore (Dakota del Norte)
Edmore es una ciudad ubicada en el condado de Ramsey en el estado estadounidense de Dakota del Norte. En el censo de 2010 tenía una población de 182 habitantes y una densidad poblacional de 263,19 personas por km².

## Geografía
Edmore se encuentra ubicada en las coordenadas 48°24′44″N 98°27′11″O / 48.41222, -98.45306. Según la Oficina del Censo de los Estados Unidos, Edmore tiene una superficie total de 0.69 km², de la cual 0.69 km² corresponden a tierra firme y (0%) 0 km² es agua.

## Demografía
Según el censo de 2010, había 182 personas residiendo en Edmore. La densidad de población era de 263,19 hab./km². De los 182 habitantes, Edmore estaba compuesto por el 96.7% blancos, el 0% eran afroamericanos, el 1.65% eran amerindios, el 0% eran asiáticos, el 1.65% eran isleños del Pacífico, el 0% eran de otras razas y el 0% pertenecían a dos o más razas. Del total de la población el 0.55% eran hispanos o latinos de cualquier raza.